# Bornhöved
Bornhöved (phát âm tiếng Đức: [bɔʁnˈhøːfət]) là một đô thị ở huyện Segeberg, bang Schleswig-Holstein, Đức. Đô thị Bornhöved có diện tích 14,35 km², dân số thời điểm ngày 31 tháng 12 năm 2006 là 3483 người. Đô thị này có cự ly khoảng 15 km về phía đông Neumünster.
Bornhöved thuộc Amt ("đô thị tập thể") Bornhöved.